# Gare de Lodève
La gare de Lodève est une ancienne gare ferroviaire française de la ligne de Vias à Lodève, située sur le territoire de la commune de Lodève, dans le département de l'Hérault, en région Occitanie.
Elle est mise en service en 1863 par la Compagnie des chemins de fer du Midi et du Canal latéral à la Garonne et fermée au trafic voyageurs en 1939 et marchandises en 1981 par la Société nationale des chemins de fer français (SNCF).

## Situation ferroviaire
Établie à 162 mètres d'altitude, la gare de Lodève est située au point kilométrique (PK) 506,8xx de la ligne de Vias à Lodève (à voie unique), précédée par la gare fermée de Cartels.

## Histoire
Cette gare est mise en service à l'ouverture de la section entre Clermont-l'Hérault et Lodève de la ligne de Vias à Lodève par la Compagnie des chemins de fer du Midi et du Canal latéral à la Garonne, soit le 14 août 1863. 
Il était prévu que la ligne soit étendue jusqu'à Millau, mais le projet ne fut jamais concrétisé à cause du coût financier trop important pour creuser un tunnel après la gare. 
La gare était desservie par des trains faisant le trajet entre Paulhan et Lodève. Après la fusion entre la compagnie du Midi et la  Compagnie du chemin de fer de Paris à Orléans (PO), cette desserte fut remplacée par des trains directes entre Béziers et Lodève. 
Elle intègre à sa création, le 1er janvier 1938, le réseau de la Société nationale des chemins de fer français (SNCF) ; cette dernière la ferme au trafic voyageurs le 15 mai 1939 sur la section entre Paulhan et Lodève.
La section entre Rabieux et Lodève est réouverte au trafic voyageurs, le 17 mai 1943, pour permettre la desserte de trains depuis Montpellier opérés par la Société générale des chemins de fer économiques (SE). Elle est de nouveau fermée en 1949.
À partir de 1972, l'Association lodévoise du train de l’Amitié organise des services voyageurs avec une 141 R et un autorail Bugatti ; ce dernier a été ferraillé dans les années 1980, il s'agissait alors de l'un des deux derniers autorails Bugatti conservés,.
La gare est fermée au trafic marchandises le 31 mai 1981 lors de la fermeture du tronçon entre Cartels et Lodève, cette même section est déposée la même année et déclassée le 23 juin 1982.
Le 27 novembre 2022, le président de la République Emmanuel Macron annonce dans une vidéo vouloir développer une dizaine de « RER métropolitains » dans les grandes agglomérations françaises et notamment Montpellier. Le projet prévoie de relier Montpellier, Lodève, Sète et éventuellement Nîmes. Celui-ci est confirmée le 26 juin 2024.

## Patrimoine ferroviaire
Le bâtiment de la gare a été détruit en 1981, juste après la fermeture de la section jusqu'à Cartels, pour permettre la construction du contournement routier de Lodève. En 2025, un centre commercial Super U se situe sur l'ancien emplacement de la gare.